# Trix

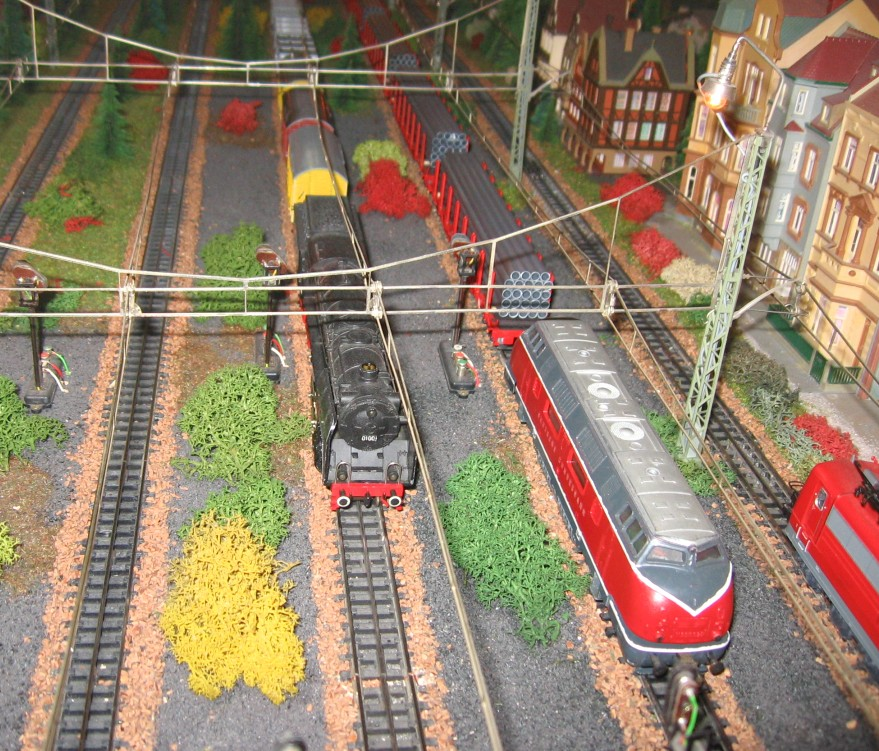
Modern Trix-anläggning

Trix är ett varumärke som ägs och tillverkas av det tyska leksaksföretaget Märklin. 
Dels tillverkas modelljärnvägståg i skala H0 för likström under detta namn, ofta med samma chassi och lok- eller vagnkorg som Märklintåg och Märklinvagnar, dels tillverkas N-skalamateriel under namnet Minitrix.
Trix har genom åren utmärkt sig med att introducera avancerad teknik för flertågsdrift, och även för tågmodeller med hög detaljeringsgrad och god kvalitet. På 1950- och 1960-talet använde man 3-rälsteknik i kombination med likström för att köra flera tåg oberoende av varandra under varumärket Trix Express. 1964 kom den första Trix-modellen som drevs av 2-räls likström. 1983 introducerades digitalsystemet Selectrix. 
Sedan Märklin köpt företaget har man ändå behållit sitt varumärke. Vissa modeller i H0 har tillverkats under namnet Märklin för 3-rälsversionerna och Trix för 2-rälsversionerna. I N-skalan finns inga Märklin-modeller, så där används varumärket Minitrix. De båda märkena har efter hand närmat sig varandra när det gäller digitalsystemen, och numera finns inte så stora skillnader förutom själva strömupptagningen från rälsen. Märklins C-räls har också kommit i en version utan punktkontakter för att användas under Trix varumärke.